# Salomé (Cranach)
Pour les articles homonymes, voir Salomé.
Salomé est un tableau réalisé vers 1510 par le peintre allemand Lucas Cranach l'Ancien. Cette peinture à l'huile exécutée sur un panneau en bois de chêne est une peinture chrétienne qui représente Salomé vêtue de fourrure avec en main le plateau où gît la tête décapitée de Jean le Baptiste après la décollation de ce prophète. Donnée en 1872, l'œuvre est conservée au Museu Nacional de Arte Antiga, à Lisbonne, au Portugal. D'autres peintures ultérieures sur le même thème biblique par le même artiste se trouvent ailleurs dans le monde, notamment au musée des Beaux-Arts de Budapest, à Budapest, en Hongrie.

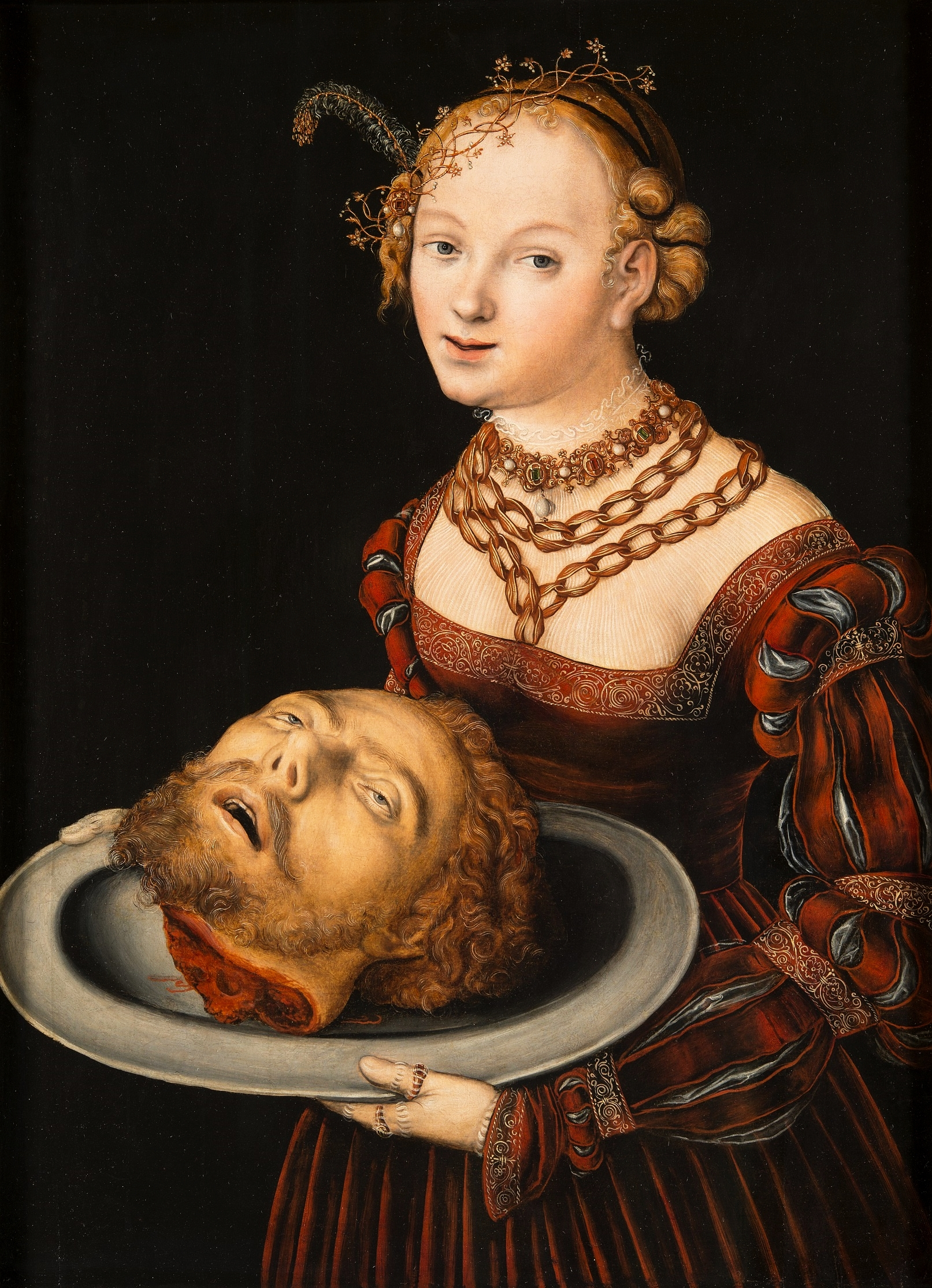
Musée des Beaux-Arts de Budapest, Budapest.
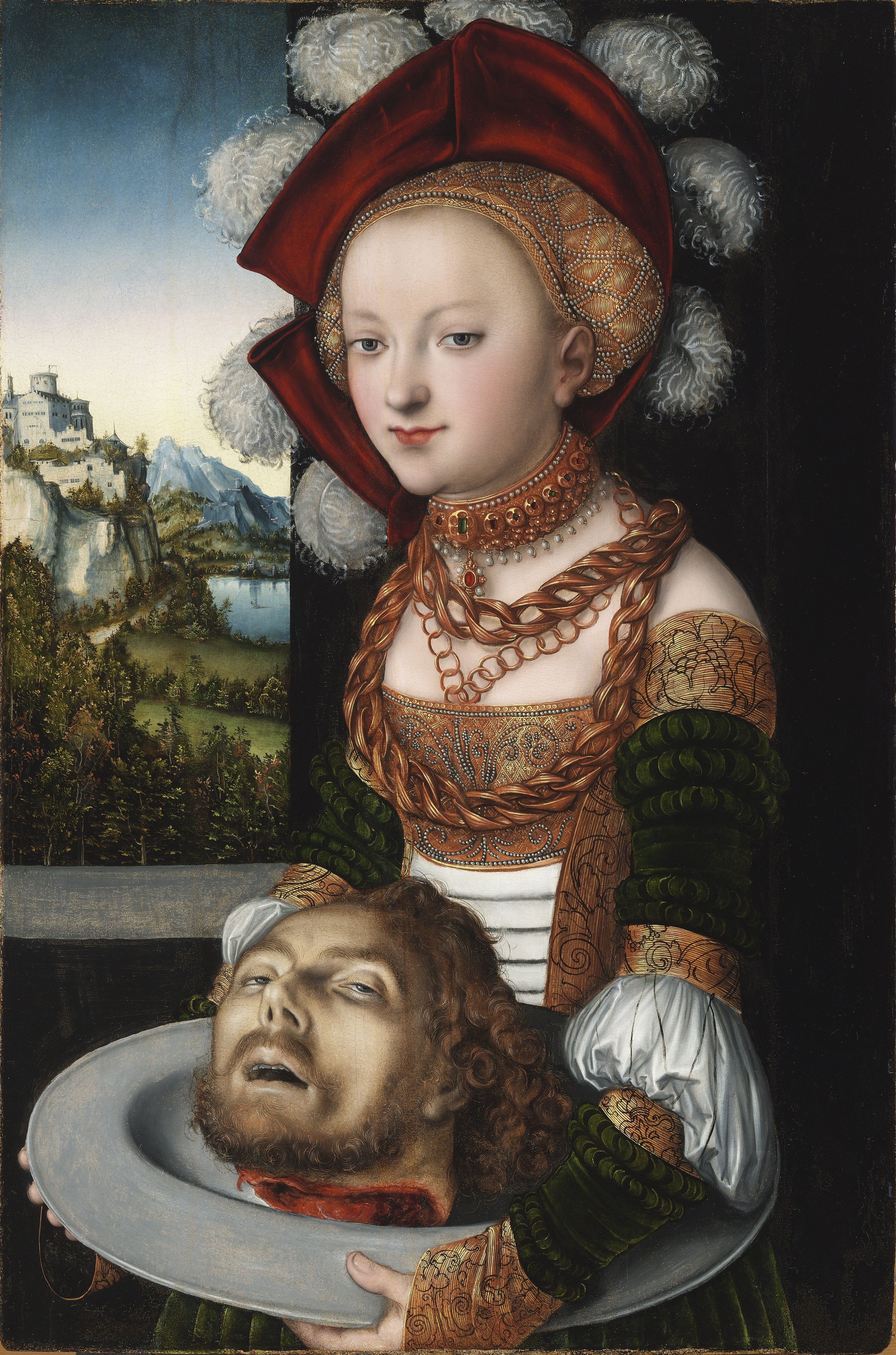
Musée des Beaux-Arts de Budapest, Budapest.
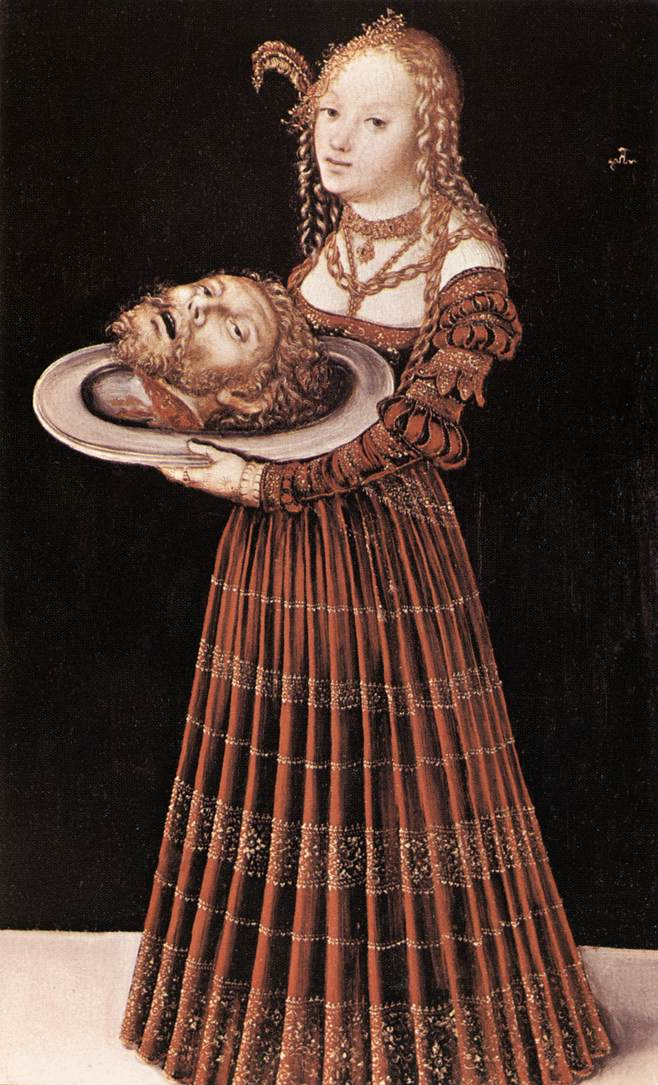
Bob Jones University Museum & Gallery, Greenville.